# Esteban Pavletich Trujillo
Esteban Pavletich (Huanuco, 13. svibnja 1906. – Lima, 8. veljače 1981.), peruanski pisac, novinar i politički aktivist hrvatskog podrijetla.  

## Životopis
Rodio se 1906. godine od oca Estebana Pavleticha Stiglicha i Josefe Melide Trujillo Vega. Pisao je na španjolskom jeziku, a najpoznatiji romani su mu: "No se suicidan los muertos" (Mrtvi ne čine samoubojstvo) za koji je dobio nacionalnu nagrada za roman 1959. te "Extrano caso de amor" (Neobičan slučaj ljubavi). Godine 1960. francuski ministar kulture Malraux odlikovao ga je ordenom "Caballero de la Orden de Arts et Letters". Smatra se jednim od najistaknutijih intelektualaca i društvenih aktivista Huánucoa.
neko vrijeme bio tajnik Augusta Sandina u Nikaragvi. Pisao je pjesme, romane, pripovijesti, književnu kritiku. Neki od njegovih romana su: Život u službi slobode (1930), Čudan slučaj ljubavi (1954), Mrtvi se ne ubijaju (1957). O njegovu opusu pisali su, između ostalih, Pablo Neruda i Ivo Andrić.